# Gottfried Landeck
Gottfried Landeck (* 1740 in Militsch, Kreis Jauer, Schlesien; † 5. November 1821 in Gramenz, Provinz Pommern) war ein preußischer Husar im Regiment von Wilhelm Sebastian von Belling.

## Leben und Karriere
Bekannt wurde Landeck durch die Gefangennahme des seinerzeit noch in schwedischem Kavalleriedienste stehenden jungen Fahnenjunkers Gebhard Leberecht von Blücher am 29. August 1760 bei Kavelpaß (Kabelpaß) unweit der mecklenburgisch-preußischen Grenze. Landeck brachte den jungen Blücher zum Regimentskommandeur von Belling, der ihn zum Übertritt in die preußische Armee bewog.
Landeck erwarb sich im Felde die Verdienstmedaille und wurde 1798 Wirtschaftsinspektor in Pommern. Zu seinem eigenen Erstaunen erhielt er 54 Jahre nach der Gefangennahme Blüchers – und auf Verwendung seines ehemaligen Gefangenen – eine monatliche Pension von sechs Talern.